# Pachyneura oculata
Pachyneura oculata är en tvåvingeart som beskrevs av Nina Krivosheina och Boris Mamaev 1972. Pachyneura oculata ingår i släktet Pachyneura och familjen tjockribbsmyggor. Inga underarter finns listade i Catalogue of Life.